# Вільям Боултон
Ві́льям Ге́нрі Бо́ултон (англ. William Henry Boulton; 19 квітня 1812, Йорк, Верхня Канада — 15 лютого 1874, Торонто, Онтаріо) — канадський адвокат, політик та 8-й мер Торонто. Вільям Боултон був правнуком політика та голови Верховного суду Д'Арсі Боултона.

## Життєпис
Народившись у Йорку, пізніше перейменованому на Торонто, Вільям Боултон вивчав право і у віці 23 років почав практикувати як партнер у юридичній фірмі Gamble and Boulton. Його політична кар'єра розпочалася з обрання до міської ради у 1834 році; у 1838 році його було обрано до Законодавчих зборів як представника Консервативної партії Канади. У січні 1845 року рада обрала його мером, і він залишався на цій посаді до січня 1847 року; вдруге він був мером протягом кількох місяців з січня 1858 року до 10 листопада 1858 року.
Він виступав проти законопроєкту, який мав на меті перетворити Королівський коледж, що на той час належав Англіканській церкві Канади, на світський заклад. Боултон тоді отримав підтримку Помаранчевого ордену, який у 1854 році обрав його заступником у секції Британської Північної Америки. Після завершення політичної кар'єри з 1859 року він знову практикував як адвокат.
Його колишній будинок The Grange сьогодні є частиною Художня галерея Онтаріо.